# Ștefan Dobay
Ștefan Dobay (węg. István Dobay; ur. 26 września 1909 w Újszentes, zm. 7 kwietnia 1994 w Târgu Mureș) – rumuński piłkarz węgierskiego pochodzenia występujący na pozycji napastnika, reprezentant Rumunii w latach 1930–1939, trener piłkarski.

## Kariera
Przez 10 lat grał w barwach Ripensii Timișoara. Z reprezentacją Rumunii uczestniczył w dwóch mundialach: 1934 oraz 1938. W 1934 roku strzelił jedną bramkę, natomiast cztery lata później dwie.

## Sukcesy

### Zespołowe
Rumunia
- Balkan Cup: 1933, 1936

Ripensia Timișoara
- mistrzostwo Rumunii: 1932/33, 1934/35, 1935/36, 1937/38
- Puchar Rumunii: 1933/34, 1935/36

### Indywidualne
- król strzelców Divizii A: 1932/33 (16 goli), 1933/34 (25 goli), 1934/35 (24 gole), 1936/37 (21 goli)

### Jako trener
CCA Bukareszt
- mistrzostwo Rumunii: 1956